# فهرست جایزه‌ها و نامزدی‌های بلک‌پینک
بلک‌پینک یک گروه دخترانهٔ اهل کره جنوبی شکل گرفته توسط وای‌جی انترتینمنت و متشکل از جیسو، جنی، رزی و لیسا است. نخستین آلبوم تک‌آهنگ این گروه، اسکوئر وان و دنبالهٔ آن اسکوئر تو به ترتیب در اوت و نوامبر ۲۰۱۶ منتشر شدند، و این گروه برندهٔ جوایز متعدد بهترین هنرمند تازه‌کار از جمله در سی و یکمین جوایز گلدن دیسک و بیست و ششمین جوایز موسیقی سئول بین اواخر سال ۲۰۱۶ و اوایل سال ۲۰۱۷ شد. در ششمین جوایز موسیقی جدول گائون، آهنگ «سوت» از آلبوم اسکوئر وان برندهٔ آهنگ سال – ماه اوت شد، و تک‌آهنگ لید اسکوئر تو، «بازی با آتش» برندهٔ آهنگ سال – نوامبر شد. «سوت» همچنین برندهٔ جایزهٔ بهترین موزیک ویدئو در هجدهمین جوایز موسیقی آسیایی ام‌نت و نامزد جایزهٔ دیجیتال بون‌سانگ در سی و یکمین جوایز گلدن دیسک شد.مجموع جایزه های این گروه 480 برد‌ و 620 نامزد دریافت جایزه است.

## جوایز و نامزدی‌ها
- ا
- ب
- پ
- ت
- ث
- ج
- چ
- ح
- خ
- د
- ذ
- ر
- ز
- ژ
- س
- ش
- ص
- ض
- ط
- ظ
- ع
- غ
- ف
- ق
- ک
- گ
- ل
- م
- ن
- و
- ه
- ی

| مراسم جوایز                             | سال  | دسته                                         | نامزد(ها)/اثر(ها)                    | نتیجه     | منابع           |
| --------------------------------------- | ---- | -------------------------------------------- | ------------------------------------ | --------- | --------------- |
| Anugerah Bintang Popular Berita Harian  | ۲۰۱۹ | آرتیست محبوب کره‌ای                           | بلک‌پینک                              | نامزدشده  | [ ۲ ]           |
| جوایز موسیقی ای‌پی‌ای‌ان                   | ۲۰۲۱ | بهترین موزیک ویدئو                           | بلک‌پینک                              | برنده     | [ ۳ ]           |
| جوایز موسیقی ای‌پی‌ای‌ان                   | ۲۰۲۱ | انتخاب جهانی آیدل چمپ – گروه                 | بلک‌پینک                              | برنده     | [ ۳ ]           |
| جوایز موسیقی ای‌پی‌ای‌ان                   | ۲۰۲۱ | ای‌پی‌ای‌ان تاپ ۱۰                              | بلک‌پینک                              | نامزدشده  | [ ۴ ]           |
| جوایز موسیقی ای‌پی‌ای‌ان                   | ۲۰۲۱ | بهترین اجرا                                  | بلک‌پینک                              | نامزدشده  | [ ۵ ]           |
| جوایز موسیقی ای‌پی‌ای‌ان                   | ۲۰۲۱ | انتخاب آیدل چمپ توسط فن‌ها – گروه             | بلک‌پینک                              | نامزدشده  | [ ۶ ]           |
| جوایز موسیقی ای‌پی‌ای‌ان                   | ۲۰۲۱ | جایزه کی‌تی سیزن استار – خواننده              | بلک‌پینک                              | نامزدشده  | [ ۷ ]           |
| جوایز آرتیست آسیا                       | ۲۰۱۶ | جایزه خواننده تازه‌کار                        | بلک‌پینک                              | برنده     | [ ۸ ]           |
| جوایز آرتیست آسیا                       | ۲۰۱۶ | جایزه محبوبیت – خواننده                      | بلک‌پینک                              | نامزدشده  | [ ۹ ]           |
| جوایز آرتیست آسیا                       | ۲۰۱۷ | جایزه محبوبیت – خواننده                      | بلک‌پینک                              | نامزدشده  | [ ۱۰ ]          |
| جوایز آرتیست آسیا                       | ۲۰۱۸ | جایزه محبوبیت – خواننده                      | بلک‌پینک                              | نامزدشده  | [ ۱۱ ]          |
| جوایز آرتیست آسیا                       | ۲۰۱۹ | جایزه محبوبیت – خواننده                      | بلک‌پینک                              | نامزدشده  | [ ۱۲ ]          |
| جوایز آرتیست آسیا                       | ۲۰۱۹ | جایزه محبوبیت استارنیوز – گروه دخترانه       | بلک‌پینک                              | نامزدشده  | [ ۱۳ ]          |
| جوایز آرتیست آسیا                       | ۲۰۲۰ | جایزه محبوبیت – خواننده (دختر)               | بلک‌پینک                              | نامزدشده  | [ ۱۴ ]          |
| جوایز آرتیست آسیا                       | ۲۰۲۱ | جایزه محبوبیت یو+آیدل لایو – گروه دخترانه    | بلک‌پینک                              | برنده     | [ ۱۵ ]          |
| جوایز آرتیست آسیا                       | ۲۰۲۱ | جایزه محبوبیت آرئی‌تی – گروه آیدل (دختر)      | بلک‌پینک                              | نامزدشده  | [ ۱۶ ]          |
| جوایز موسیقی پاپ آسیایی                 | ۲۰۲۰ | بهترین آلبوم (خارجی)                         | آلبوم                                | برنده     | [ ۱۸ ]          |
| جوایز موسیقی پاپ آسیایی                 | ۲۰۲۰ | بهترین گروه (خارجی)                          | آلبوم                                | برنده     | [ ۱۸ ]          |
| جوایز موسیقی پاپ آسیایی                 | ۲۰۲۰ | بهترین موزیک ویدئو (خارجی)                   | "دخترهای دل‌باخته"                    | نامزدشده  | [ ۱۹ ]          |
| جوایز موسیقی پاپ آسیایی                 | ۲۰۲۰ | آهنگ سال (خارجی)                             | "چطور دوستش داری"                    | نامزدشده  | [ ۱۹ ]          |
| جوایز موسیقی بیلبورد                    | ۲۰۲۱ | تاپ سوشال آرتیست                             | بلک‌پینک                              | نامزدشده  | [ ۲۰ ]          |
| جوایز وفاداری مشتری با برند             | ۲۰۲۱ | بهترین گروه آیدل دخترانه                     | بلک‌پینک                              | نامزدشده  | [ ۲۱ ]          |
| براوو اوتو                              | ۲۰۲۰ | بهترین کی-پاپ                                | بلک‌پینک                              | Gold      | [ ۲۲ ]          |
| براوو اوتو                              | ۲۰۲۱ | بهترین کی-پاپ                                | بلک‌پینک                              | Gold      | [ ۲۳ ]          |
| براوو اوتو                              | ۲۰۲۲ | Best Band/Duo                                | بلک‌پینک                              | در انتظار | [ ۲۴ ]          |
| جوایز برک‌تودو                           | ۲۰۱۸ | گروه کی-پاپ مورد علاقه                       | بلک‌پینک                              | نامزدشده  | [ ۲۵ ]          |
| جوایز برک‌تودو                           | ۲۰۱۸ | گرده دخترانه کی-پاپ                          | بلک‌پینک                              | نامزدشده  | [ ۲۵ ]          |
| جوایز برک‌تودو                           | ۲۰۱۸ | ویدئوی سال                                   | "دو-دو دو-دو"                        | نامزدشده  | [ ۲۵ ]          |
| جوایز برک‌تودو                           | ۲۰۱۹ | بوم ویدئوی سال                               | "این عشق را بکش"                     | برنده     | [ ۲۶ ]          |
| جوایز برک‌تودو                           | ۲۰۱۹ | همکاری سال                                   | "بوسه و جبران کردن" (همراه دوآ لیپا) | برنده     | [ ۲۶ ]          |
| جوایز برک‌تودو                           | ۲۰۱۹ | موزیک ویدئوی بین‌المللی سال                   | "این عشق را بکش"                     | برنده     | [ ۲۶ ]          |
| جوایز برک‌تودو                           | ۲۰۱۹ | گروه دخترانه کی-پاپ                          | بلک‌پینک                              | برنده     | [ ۲۶ ]          |
| جوایز برک‌تودو                           | ۲۰۲۰ | همکاری سال                                   | "آب‌نبات ترش" (همراه لیدی گاگا)       | نامزدشده  | [ ۲۷ ]          |
| جوایز برک‌تودو                           | ۲۰۲۰ | فندم بین‌المللی                               | بلک‌پینک                              | نامزدشده  | [ ۲۷ ]          |
| جوایز برک‌تودو                           | ۲۰۲۰ | گروه بین‌المللی                               | بلک‌پینک                              | نامزدشده  | [ ۲۷ ]          |
| جوایز برک‌تودو                           | ۲۰۲۰ | موزیک ویدئوی بین‌المللی                       | "چطور دوستش داری"                    | نامزدشده  | [ ۲۷ ]          |
| جوایز برک‌تودو                           | ۲۰۲۰ | گروه دخترانه کی-پاپ                          | بلک‌پینک                              | نامزدشده  | [ ۲۷ ]          |
| جوایز برک‌تودو                           | ۲۰۲۱ | فندم بین‌المللی                               | بلک‌پینک                              | برنده     | [ ۲۸ ]          |
| جوایز برک‌تودو                           | ۲۰۲۱ | گروه بین‌المللی                               | بلک‌پینک                              | برنده     | [ ۲۸ ]          |
| جوایز برک‌تودو                           | ۲۰۲۱ | موزیک ویدئو بین‌المللی                        | "دخترهای دل‌باخته"                    | برنده     | [ ۲۸ ]          |
| جوایز برک‌تودو                           | ۲۰۲۱ | گروه دخترانه کی-پاپ                          | بلک‌پینک                              | برنده     | [ ۲۸ ]          |
| جوایز سلیو                              | ۲۰۲۰ | بازاریابی موسیقی                             | "بستنی" (همراه سلنا گومز)            | Silver    | [ ۲۹ ]          |
| جوایز برگزیده مردم ئی!                  | ۲۰۱۹ | تور کنسرت ۲۰۱۹                               | تور در منطقه شما                     | برنده     | [ ۳۰ ]          |
| جوایز برگزیده مردم ئی!                  | ۲۰۱۹ | گروه سال ۲۰۱۹                                | بلک‌پینک                              | برنده     | [ ۳۰ ]          |
| جوایز برگزیده مردم ئی!                  | ۲۰۱۹ | موزیک ویدئوی سال ۲۰۱۹                        | "این عشق را بکش"                     | برنده     | [ ۳۰ ]          |
| جوایز برگزیده مردم ئی!                  | ۲۰۲۰ | گروه سال ۲۰۲۰                                | بلک‌پینک                              | نامزدشده  | [ ۳۱ ]          |
| جوایز برگزیده مردم ئی!                  | ۲۰۲۰ | موزیک ویدئوی سال ۲۰۲۰                        | "بستنی" (همراه سلنا گومز)            | نامزدشده  | [ ۳۱ ]          |
| جوایز ال استایل                         | ۲۰۱۸ | کی-استایل آیکن                               | بلک‌پینک                              | برنده     | [ ۳۴ ]          |
| د فکت میوزیک اواردز                     | ۲۰۲۰ | جایزه محبوبیت تی‌ام‌ای                         | بلک‌پینک                              | نامزدشده  | [ ۳۵ ]          |
| د فکت میوزیک اواردز                     | ۲۰۲۱ | آرتیست برگزیده فن ان استار                   | بلک‌پینک                              | نامزدشده  | [ ۳۶ ]          |
| جوایز موسیقی جدول گائون                 | ۲۰۱۷ | تازه‌کار سال                                  | بلک‌پینک                              | برنده     | [ ۳۷ ]          |
| جوایز موسیقی جدول گائون                 | ۲۰۱۷ | آهنگ سال – اوت                               | "سوت"                                | برنده     | [ ۳۷ ]          |
| جوایز موسیقی جدول گائون                 | ۲۰۱۷ | آهنگ سال – نوامبر                            | "بازی با آتش"                        | برنده     | [ ۳۷ ]          |
| جوایز موسیقی جدول گائون                 | ۲۰۱۸ | جایزه تازه‌کار جهانی                          | بلک‌پینک                              | برنده     | [ ۳۸ ]          |
| جوایز موسیقی جدول گائون                 | ۲۰۱۹ | آهنگ سال – ژوئن                              | "دو-دو دو-دو"                        | برنده     | [ ۳۹ ]          |
| جوایز موسیقی جدول گائون                 | ۲۰۱۹ | آهنگ سال – ژوئن                              | "همیشه جوان"                         | نامزدشده  | [ ۴۰ ]          |
| جوایز موسیقی جدول گائون                 | ۲۰۲۰ | آلبوم سال – سه ماههٔ دوم                      | این عشق را بکش                       | نامزدشده  | [ ۴۱ ]          |
| جوایز موسیقی جدول گائون                 | ۲۰۲۰ | آهنگ سال – آوریل                             | "این عشق را بکش"                     | نامزدشده  | [ ۴۲ ]          |
| جوایز موسیقی جدول گائون                 | ۲۰۲۱ | جایزه برگزیده گلوبال موبیت – دختر            | بلک‌پینک                              | برنده     | [ ۴۳ ] [ ۴۴ ]   |
| جوایز موسیقی جدول گائون                 | ۲۰۲۱ | سوشال هات استار سال                          | بلک‌پینک                              | برنده     | [ ۴۳ ] [ ۴۴ ]   |
| جوایز موسیقی جدول گائون                 | ۲۰۲۱ | آهنگ سال – ژوئن                              | "چطور دوستش داری"                    | برنده     | [ ۴۳ ] [ ۴۴ ]   |
| جوایز موسیقی جدول گائون                 | ۲۰۲۱ | آهنگ سال – اوت                               | "دخترهای دل‌باخته"                    | برنده     | [ ۴۳ ] [ ۴۴ ]   |
| جوایز موسیقی جدول گائون                 | ۲۰۲۱ | آلبوم سال – سه ماههٔ چهارم                    | آلبوم                                | نامزدشده  | [ ۴۵ ]          |
| جوایز موسیقی جدول گائون                 | ۲۰۲۱ | آهنگ سال – اوت                               | "بستنی" (همراه سلنا گومز)            | نامزدشده  | [ ۴۶ ]          |
| جوایز موسیقی جینی                       | ۲۰۱۸ | آرتیست سال                                   | بلک‌پینک                              | نامزدشده  | [ ۴۷ ]          |
| جوایز موسیقی جینی                       | ۲۰۱۸ | دنس تِرَک (دختر)                               | "دو-دو دو-دو"                        | نامزدشده  | [ ۴۷ ]          |
| جوایز موسیقی جینی                       | ۲۰۱۸ | جایزه گروه دخترانه                           | بلک‌پینک                              | نامزدشده  | [ ۴۷ ]          |
| جوایز موسیقی جینی                       | ۲۰۱۸ | جایزه محبوبیت                                | بلک‌پینک                              | نامزدشده  | [ ۴۷ ]          |
| جوایز موسیقی جینی                       | ۲۰۱۸ | آهنگ سال                                     | "دو-دو دو-دو"                        | نامزدشده  | [ ۴۷ ]          |
| جوایز موسیقی جینی                       | ۲۰۱۹ | آرتیست سال                                   | بلک‌پینک                              | نامزدشده  | [ ۴۸ ]          |
| جوایز موسیقی جینی                       | ۲۰۱۹ | جایزه گروه دخترانه                           | بلک‌پینک                              | نامزدشده  | [ ۴۸ ]          |
| جوایز موسیقی جینی                       | ۲۰۱۹ | جایزه محبوبیت جهانی                          | بلک‌پینک                              | نامزدشده  | [ ۴۸ ]          |
| جوایز موسیقی جینی                       | ۲۰۱۹ | آرتیست اجرا (دختر)                           | بلک‌پینک                              | نامزدشده  | [ ۴۸ ]          |
| جوایز موسیقی جینی                       | ۲۰۱۹ | جایزه محبوبیت                                | بلک‌پینک                              | نامزدشده  | [ ۴۸ ]          |
| جوایز موسیقی جینی                       | ۲۰۲۰ | آرتیست سال                                   | بلک‌پینک                              | نامزدشده  | [ ۴۹ ]          |
| جوایز گلد دربی                          | ۲۰۲۱ | بهترین آرتیست تازه‌کار                        | بلک‌پینک                              | برنده     | [ ۵۰ ]          |
| جوایز گلدن دیسک                         | ۲۰۱۷ | آرتیست تازه‌کار سال                           | بلک‌پینک                              | برنده     | [ ۵۱ ]          |
| جوایز گلدن دیسک                         | ۲۰۱۷ | جایزه محبوبیت برگزیده آسیایی                 | بلک‌پینک                              | نامزدشده  | [ ۵۲ ]          |
| جوایز گلدن دیسک                         | ۲۰۱۷ | بهترین آهنگ دیجیتال (بون‌سانگ)                | "سوت"                                | نامزدشده  | [ ۵۳ ]          |
| جوایز گلدن دیسک                         | ۲۰۱۷ | جایزه آرتیست کی-پاپ جهانی                    | بلک‌پینک                              | نامزدشده  | [ ۵۳ ]          |
| جوایز گلدن دیسک                         | ۲۰۱۸ | بهترین آهنگ دیجیتال (بون‌سانگ)                | "انگار که این آخرین بارته"           | برنده     | [ ۵۴ ]          |
| جوایز گلدن دیسک                         | ۲۰۱۸ | آهنگ سال (دسانگ)                             | "انگار که این آخرین بارته"           | نامزدشده  | [ ۵۵ ]          |
| جوایز گلدن دیسک                         | ۲۰۱۸ | جایزه محبوبیت جهانی                          | بلک‌پینک                              | نامزدشده  | [ ۵۵ ]          |
| جوایز گلدن دیسک                         | ۲۰۱۸ | محبوب‌ترین آرتیست                             | بلک‌پینک                              | نامزدشده  | [ ۵۵ ]          |
| جوایز گلدن دیسک                         | ۲۰۱۹ | جایزه آرتیست چندملیتی                        | بلک‌پینک                              | برنده     | [ ۵۶ ]          |
| جوایز گلدن دیسک                         | ۲۰۱۹ | بهترین آهنگ دیجیتال (بونسانگ)                | "دو-دو دو-دو"                        | برنده     | [ ۵۶ ]          |
| جوایز گلدن دیسک                         | ۲۰۱۹ | آهنگ سال (دسانگ)                             | "دو-دو دو-دو"                        | نامزدشده  | [ ۵۷ ]          |
| جوایز گلدن دیسک                         | ۲۰۱۹ | محبوب‌ترین آرتیست                             | بلک‌پینک                              | نامزدشده  | [ ۵۸ ]          |
| جوایز گلدن دیسک                         | ۲۰۱۹ | جایزه محبوبیت ستاره جهانی موسیقی NetEase     | بلک‌پینک                              | نامزدشده  | [ ۵۸ ]          |
| جوایز گلدن دیسک                         | ۲۰۲۰ | بهترین آهنگ دیجیتال (بون‌سانگ)                | "این عشق را بکش"                     | نامزدشده  | [ ۵۹ ]          |
| جوایز گلدن دیسک                         | ۲۰۲۰ | محبوب‌ترین آرتیست                             | بلک‌پینک                              | نامزدشده  | [ ۶۰ ]          |
| جوایز گلدن دیسک                         | ۲۰۲۰ | جایزه ستاره کی-پاپ برگزیده NetEase Fans      | بلک‌پینک                              | نامزدشده  | [ ۶۱ ]          |
| جوایز گلدن دیسک                         | ۲۰۲۱ | بهترین آلبوم (بون‌سانگ)                       | آلبوم                                | برنده     | [ ۶۲ ]          |
| جوایز گلدن دیسک                         | ۲۰۲۱ | بهترین آهنگ دیجیتال (بونسانگ)                | "چطور دوستش داری"                    | برنده     | [ ۶۳ ]          |
| جوایز گلدن دیسک                         | ۲۰۲۱ | آلبوم سال (دسانگ)                            | آلبوم                                | نامزدشده  | [ ۶۴ ]          |
| جوایز گلدن دیسک                         | ۲۰۲۱ | آهنگ سال (دسانگ)                             | "چطور دوستش داری"                    | نامزدشده  | [ ۶۴ ]          |
| جوایز گلدن دیسک                         | ۲۰۲۱ | محبوب‌ترین آرتیست                             | بلک‌پینک                              | نامزدشده  | [ ۶۴ ]          |
| جوایز گلدن دیسک                         | ۲۰۲۱ | آرتیست کی-پاپ برگزیده QQ Music Fan           | بلک‌پینک                              | نامزدشده  | [ ۶۵ ]          |
| جوایز برگزیده Hallyu K Fans             | ۲۰۱۶ | بهترین گروه دخترانه                          | بلک‌پینک                              | برنده     | [ ۶۶ ]          |
| جوایز برگزیده Hallyu K Fans             | ۲۰۱۶ | بهترین گروه تازه‌کار                          | بلک‌پینک                              | برنده     | [ ۶۶ ]          |
| جوایز موسیقی هانتو                      | ۲۰۲۲ | جایزه WhosFandom                             | بلک‌پینک                              | در انتظار | [ ۶۷ ]          |
| جوایز موسیقی آی‌هارت‌رادیو                | ۲۰۲۰ | موزیک ویدئوی کورئوگرافی مورد علاقه           | "این عشق را بکش"                     | برنده     | [ ۶۸ ]          |
| جوایز موسیقی آی‌هارت‌رادیو                | ۲۰۲۰ | بهترین موزیک ویدئو                           | "این عشق را بکش"                     | نامزدشده  | [ ۶۹ ]          |
| جوایز موسیقی آی‌هارت‌رادیو                | ۲۰۲۰ | Best Fan Army                                | بلک‌پینک                              | نامزدشده  | [ ۷۰ ]          |
| جوایز موسیقی آی‌هارت‌رادیو                | ۲۰۲۰ | بهترین موزیک ویدئو                           | "چطور دوستش داری"                    | نامزدشده  | [ ۷۰ ]          |
| جوایز گلد دیسک ژاپن                     | ۲۰۱۸ | سه آرتیست تازه‌کار برتر (آسیا)                | بلک‌پینک                              | برنده     | [ ۷۱ ]          |
| جوایز موسیقی برتر هنگ کنگ جوکس          | ۲۰۲۰ | کی-پاپ مورد علاقه طرفداران                   | "چطور دوستش داری"                    | برنده     | [ ۷۲ ]          |
| جوایز موسیقی اندونزی جوکس               | ۲۰۲۱ | بهترین فن‌بیس سال                             | بلک‌پینک                              | نامزدشده  | [ ۷۳ ]          |
| جوایز موسیقی اندونزی جوکس               | ۲۰۲۱ | آهنگ سال جهانی                               | "بستنی" (همراه سلنا گومز)            | نامزدشده  | [ ۷۳ ]          |
| جوایز موسیقی اندونزی جوکس               | ۲۰۲۱ | آرتیست کره‌ای سال                             | بلک‌پینک                              | نامزدشده  | [ ۷۳ ]          |
| جوایز موسیقی تایلند جوکس                | ۲۰۱۸ | آرتیست کی-پاپ سال                            | بلک‌پینک                              | نامزدشده  | [ ۷۴ ]          |
| جوایز موسیقی تایلند جوکس                | ۲۰۱۹ | آرتیست کی-پاپ سال                            | بلک‌پینک                              | نامزدشده  | [ ۷۵ ]          |
| جوایز موسیقی تایلند جوکس                | ۲۰۲۰ | آرتیست کی-پاپ سال                            | بلک‌پینک                              | برنده     | [ ۷۶ ]          |
| جوایز موسیقی تایلند جوکس                | ۲۰۲۱ | تاپ سوشال آرتیست سال                         | بلک‌پینک                              | نامزدشده  | [ ۷۷ ]          |
| جوایز اولین برند کره                    | ۲۰۲۱ | بهترین آیدل دختر                             | بلک‌پینک                              | برنده     | [ ۷۹ ]          |
| جوایز موسیقی محبوب کره                  | ۲۰۱۸ | آرتیست سال                                   | بلک‌پینک                              | نامزدشده  | [ ۸۱ ]          |
| جوایز موسیقی محبوب کره                  | ۲۰۱۸ | بهترین رقص گروهی                             | "دو-دو دو-دو"                        | نامزدشده  | [ ۸۱ ]          |
| جوایز موسیقی محبوب کره                  | ۲۰۱۸ | جایزه محبوبیت                                | بلک‌پینک                              | نامزدشده  | [ ۸۲ ]          |
| جوایز موسیقی محبوب کره                  | ۲۰۱۸ | آهنگ سال                                     | "دو-دو دو-دو"                        | نامزدشده  | [ ۸۱ ]          |
| جوایز موسیقی ملون                       | ۲۰۱۶ | بهترین آرتیست تازه‌کار                        | بلک‌پینک                              | برنده     | [ ۸۳ ]          |
| جوایز موسیقی ملون                       | ۲۰۱۶ | ۱۰ آرتیست برتر                               | بلک‌پینک                              | نامزدشده  | [ ۸۴ ]          |
| جوایز موسیقی ملون                       | ۲۰۱۷ | بهترین رقص – دختر                            | "انگار که این آخرین بارته"           | نامزدشده  | [ ۸۵ ]          |
| جوایز موسیقی ملون                       | ۲۰۱۷ | جایزه هات استار کاکائو                       | بلک‌پینک                              | نامزدشده  | [ ۸۵ ]          |
| جوایز موسیقی ملون                       | ۲۰۱۷ | آهنگ سال                                     | "انگار که این آخرین بارته"           | نامزدشده  | [ ۸۵ ]          |
| جوایز موسیقی ملون                       | ۲۰۱۷ | ۱۰ آرتیست برتر                               | بلک‌پینک                              | نامزدشده  | [ ۸۵ ]          |
| جوایز موسیقی ملون                       | ۲۰۱۸ | بهترین رقص – دختر                            | "دو-دو دو-دو"                        | برنده     | [ ۸۳ ]          |
| جوایز موسیقی ملون                       | ۲۰۱۸ | ۱۰ آرتیست برتر                               | بلک‌پینک                              | برنده     | [ ۸۳ ]          |
| جوایز موسیقی ملون                       | ۲۰۱۸ | آلبوم سال                                    | اسکوئر آپ                            | نامزدشده  | [ ۸۶ ]          |
| جوایز موسیقی ملون                       | ۲۰۱۸ | آرتیست سال                                   | بلک‌پینک                              | نامزدشده  | [ ۸۳ ]          |
| جوایز موسیقی ملون                       | ۲۰۱۸ | جایزه هات استار کاکائو                       | بلک‌پینک                              | نامزدشده  | [ ۸۶ ]          |
| جوایز موسیقی ملون                       | ۲۰۱۸ | آهنگ سال                                     | "دو-دو دو-دو"                        | نامزدشده  | [ ۸۶ ]          |
| جوایز موسیقی ملون                       | ۲۰۱۹ | Best Rap/Hip Hop Track                       | "این عشق را بکش"                     | نامزدشده  | [ ۸۷ ]          |
| جوایز موسیقی ملون                       | ۲۰۱۹ | ۱۰ آرتیست برتر                               | بلک‌پینک                              | نامزدشده  | [ ۸۸ ]          |
| جوایز موسیقی ملون                       | ۲۰۲۰ | بهترین رقص – دختر                            | "چطور دوستش داری"                    | برنده     | [ ۸۹ ]          |
| جوایز موسیقی ملون                       | ۲۰۲۰ | ۱۰ آرتیست برتر                               | بلک‌پینک                              | برنده     | [ ۹۰ ]          |
| جوایز موسیقی ملون                       | ۲۰۲۰ | آلبوم سال                                    | آلبوم                                | نامزدشده  | [ ۹۱ ]          |
| جوایز موسیقی ملون                       | ۲۰۲۰ | آرتیست سال                                   | بلک‌پینک                              | نامزدشده  | [ ۹۲ ]          |
| جوایز موسیقی ملون                       | ۲۰۲۰ | جایزه محبوبیت نتیزن                          | بلک‌پینک                              | نامزدشده  | [ ۹۳ ]          |
| جوایز موسیقی ملون                       | ۲۰۲۰ | آهنگ سال                                     | "چطور دوستش داری"                    | نامزدشده  | [ ۹۴ ]          |
| Meus Prêmios Nick                       | ۲۰۱۸ | فندم سال                                     | بلک‌پینک                              | نامزدشده  | [ ۹۵ ]          |
| Meus Prêmios Nick                       | ۲۰۱۸ | آرتیست بین‌المللی مورد علاقه                  | بلک‌پینک                              | نامزدشده  | [ ۹۵ ]          |
| Meus Prêmios Nick                       | ۲۰۱۹ | فندم سال                                     | بلک‌پینک                              | نامزدشده  | [ ۹۶ ]          |
| Meus Prêmios Nick                       | ۲۰۱۹ | آرتیست بین‌المللی مورد علاقه                  | بلک‌پینک                              | نامزدشده  | [ ۹۶ ]          |
| Meus Prêmios Nick                       | ۲۰۲۰ | فندم سال                                     | بلک‌پینک                              | نامزدشده  | [ ۹۷ ]          |
| Meus Prêmios Nick                       | ۲۰۲۰ | هیت بین‌المللی مورد علاقه                     | "چطور دوستش داری"                    | نامزدشده  | [ ۹۷ ]          |
| Meus Prêmios Nick                       | ۲۰۲۱ | فندم سال                                     | بلک‌پینک                              | نامزدشده  | [ ۹۸ ]          |
| Meus Prêmios Nick                       | ۲۰۲۱ | گروه موسیقی مورد علاقه                       | بلک‌پینک                              | نامزدشده  | [ ۹۸ ]          |
| جوایز موسیقی آسیایی ام‌نت                | ۲۰۱۶ | بهترین موزیک ویدئو                           | "سوت"                                | برنده     | [ ۹۹ ]          |
| جوایز موسیقی آسیایی ام‌نت                | ۲۰۱۶ | Best of Next Female Artist                   | بلک‌پینک                              | برنده     | [ ۹۹ ]          |
| جوایز موسیقی آسیایی ام‌نت                | ۲۰۱۶ | بهترین آرتیست تازه‌کار (گروه دخترانه)         | بلک‌پینک                              | نامزدشده  | [ ۱۰۰ ]         |
| جوایز موسیقی آسیایی ام‌نت                | ۲۰۱۶ | آرتیست مورد علاقه جهانی آی‌چی‌یی               | بلک‌پینک                              | نامزدشده  | [ ۱۰۱ ]         |
| جوایز موسیقی آسیایی ام‌نت                | ۲۰۱۷ | بهترین گروه دخترانه                          | بلک‌پینک                              | نامزدشده  | [ ۱۰۲ ]         |
| جوایز موسیقی آسیایی ام‌نت                | ۲۰۱۷ | کی-پاپ استار مورد علاقه Qoo10 2017           | بلک‌پینک                              | نامزدشده  | [ ۱۰۳ ]         |
| جوایز موسیقی آسیایی ام‌نت                | ۲۰۱۸ | Worldwide Fans' Choice Top 10                | بلک‌پینک                              | برنده     | [ ۱۰۴ ]         |
| جوایز موسیقی آسیایی ام‌نت                | ۲۰۱۸ | آرتیست سال                                   | بلک‌پینک                              | نامزدشده  | [ ۱۰۵ ]         |
| جوایز موسیقی آسیایی ام‌نت                | ۲۰۱۸ | بهترین اجرای رقص – گروه دخترانه              | "دو-دو دو-دو"                        | نامزدشده  | [ ۱۰۵ ]         |
| جوایز موسیقی آسیایی ام‌نت                | ۲۰۱۸ | بهترین گروه دخترانه                          | بلک‌پینک                              | نامزدشده  | [ ۱۰۵ ]         |
| جوایز موسیقی آسیایی ام‌نت                | ۲۰۱۸ | بهترین موزیک ویدئو                           | "دو-دو دو-دو"                        | نامزدشده  | [ ۱۰۵ ]         |
| جوایز موسیقی آسیایی ام‌نت                | ۲۰۱۸ | آهنگ سال                                     | "دو-دو دو-دو"                        | نامزدشده  | [ ۱۰۵ ]         |
| جوایز موسیقی آسیایی ام‌نت                | ۲۰۱۸ | آیکن جهانی سال                               | بلک‌پینک                              | نامزدشده  | [ ۱۰۵ ]         |
| جوایز موسیقی آسیایی ام‌نت                | ۲۰۱۹ | Worldwide Fans' Choice                       | بلک‌پینک                              | برنده     | [ ۱۰۶ ]         |
| جوایز موسیقی آسیایی ام‌نت                | ۲۰۱۹ | آلبوم سال                                    | این عشق را بکش                       | نامزدشده  | [ ۱۰۷ ]         |
| جوایز موسیقی آسیایی ام‌نت                | ۲۰۱۹ | آرتیست سال                                   | بلک‌پینک                              | نامزدشده  | [ ۱۰۸ ]         |
| جوایز موسیقی آسیایی ام‌نت                | ۲۰۱۹ | بهترین اجرای رقص – گروه دخترانه              | "این عشق را بکش"                     | نامزدشده  | [ ۱۰۸ ]         |
| جوایز موسیقی آسیایی ام‌نت                | ۲۰۱۹ | بهترین گروه دخترانه                          | بلک‌پینک                              | نامزدشده  | [ ۱۰۸ ]         |
| جوایز موسیقی آسیایی ام‌نت                | ۲۰۱۹ | آرتیست زن مورد علاقه Qoo10                   | بلک‌پینک                              | نامزدشده  | [ ۱۰۹ ]         |
| جوایز موسیقی آسیایی ام‌نت                | ۲۰۱۹ | آهنگ سال                                     | "این عشق را بکش"                     | نامزدشده  | [ ۱۰۸ ]         |
| جوایز موسیقی آسیایی ام‌نت                | ۲۰۱۹ | آیکن جهانی سال                               | بلک‌پینک                              | نامزدشده  | [ ۱۰۸ ]         |
| جوایز موسیقی آسیایی ام‌نت                | ۲۰۲۰ | 2020 Visionary                               | بلک‌پینک                              | برنده     | [ ۱۱۰ ]         |
| جوایز موسیقی آسیایی ام‌نت                | ۲۰۲۰ | بهترین اجرای رقص – گروه دخترانه              | "چطور دوستش داری"                    | برنده     | [ ۱۱۱ ]         |
| جوایز موسیقی آسیایی ام‌نت                | ۲۰۲۰ | بهترین گروه دخترانه                          | بلک‌پینک                              | برنده     | [ ۱۱۱ ]         |
| جوایز موسیقی آسیایی ام‌نت                | ۲۰۲۰ | Worldwide Fans' Choice Top 10                | بلک‌پینک                              | برنده     | [ ۱۱۱ ]         |
| جوایز موسیقی آسیایی ام‌نت                | ۲۰۲۰ | آلبوم سال                                    | آلبوم                                | نامزدشده  | [ ۱۱۲ ]         |
| جوایز موسیقی آسیایی ام‌نت                | ۲۰۲۰ | آرتیست سال                                   | بلک‌پینک                              | نامزدشده  | [ ۱۱۳ ]         |
| جوایز موسیقی آسیایی ام‌نت                | ۲۰۲۰ | آهنگ سال                                     | "چطور دوستش داری"                    | نامزدشده  | [ ۱۱۳ ]         |
| جوایز موسیقی آسیایی ام‌نت                | ۲۰۲۰ | آیکن جهانی سال                               | بلک‌پینک                              | نامزدشده  | [ ۱۱۳ ]         |
| جوایز موسیقی ام‌تی‌وی اروپا               | ۲۰۱۹ | بهترین گروه                                  | بلک‌پینک                              | نامزدشده  | [ ۱۱۴ ]         |
| جوایز موسیقی ام‌تی‌وی اروپا               | ۲۰۲۰ | بهترین همکاری                                | "بستنی" (with سلنا گومز)             | نامزدشده  | [ ۱۱۵ ]         |
| جوایز موسیقی ام‌تی‌وی اروپا               | ۲۰۲۰ | بهترین گروه                                  | بلک‌پینک                              | نامزدشده  | [ ۱۱۵ ]         |
| جوایز موسیقی ام‌تی‌وی اروپا               | ۲۰۲۰ | Biggest Fans                                 | بلک‌پینک                              | نامزدشده  | [ ۱۱۵ ]         |
| جوایز موسیقی ام‌تی‌وی اروپا               | ۲۰۲۱ | Biggest Fans                                 | بلک‌پینک                              | نامزدشده  | [ ۱۱۶ ]         |
| جوایز هزاره ام‌تی‌وی                      | ۲۰۱۹ | انفجار کی-پاپ                                | بلک‌پینک                              | نامزدشده  | [ ۱۱۷ ]         |
| جوایز هزاره ام‌تی‌وی                      | ۲۰۲۱ | فندم سال                                     | بلک‌پینک                              | نامزدشده  | [ ۱۱۸ ]         |
| جوایز هزاره ام‌تی‌وی                      | ۲۰۲۱ | K-Pop Dominion                               | بلک‌پینک                              | نامزدشده  | [ ۱۱۸ ]         |
| جوایز هزاره ام‌تی‌وی برزیل                | ۲۰۱۹ | Biggest Fans                                 | بلک‌پینک                              | نامزدشده  | [ ۱۱۹ ]         |
| جوایز هزاره ام‌تی‌وی برزیل                | ۲۰۱۹ | انفجار کی-پاپ                                | بلک‌پینک                              | نامزدشده  | [ ۱۱۹ ]         |
| جوایز هزاره ام‌تی‌وی برزیل                | ۲۰۲۰ | بهترین همکاری بین‌المللی                      | "آب‌نبات ترش" (همراه لیدی گاگا)       | برنده     | [ ۱۲۰ ]         |
| جوایز هزاره ام‌تی‌وی برزیل                | ۲۰۲۰ | Biggest Fans                                 | بلک‌پینک                              | نامزدشده  | [ ۱۲۱ ]         |
| جوایز هزاره ام‌تی‌وی برزیل                | ۲۰۲۱ | گلوبال هیت                                   | "دخترهای دل‌باخته"                    | برنده     | [ ۱۲۲ ]         |
| جوایز هزاره ام‌تی‌وی برزیل                | ۲۰۲۱ | Biggest Fans                                 | بلک‌پینک                              | نامزدشده  | [ ۱۲۳ ]         |
| جوایز ویدئو موسیقی ام‌تی‌وی               | ۲۰۱۹ | بهترین گروه                                  | بلک‌پینک                              | نامزدشده  | [ ۱۲۴ ]         |
| جوایز ویدئو موسیقی ام‌تی‌وی               | ۲۰۱۹ | بهترین کی-پاپ                                | "این عشق را بکش"                     | نامزدشده  | [ ۱۲۵ ]         |
| جوایز ویدئو موسیقی ام‌تی‌وی               | ۲۰۲۰ | آهنگ تابستان                                 | "چطور دوستش داری"                    | برنده     | [ ۱۲۶ ]         |
| جوایز ویدئو موسیقی ام‌تی‌وی               | ۲۰۲۰ | بهترین گروه                                  | بلک‌پینک                              | نامزدشده  | [ ۱۲۷ ]         |
| جوایز ویدئو موسیقی ام‌تی‌وی               | ۲۰۲۱ | بهترین کی-پاپ                                | "بستنی" (همراه سلنا گومز)            | نامزدشده  | [ ۱۲۸ ]         |
| جوایز ویدئو موسیقی ام‌تی‌وی               | ۲۰۲۱ | گروه سال                                     | بلک‌پینک                              | نامزدشده  | [ ۱۲۹ ]         |
| جوایز ویدئو موسیقی ام‌تی‌وی ژاپن          | ۲۰۱۸ | بهترین ویدئوی رقص                            | "دو-دو دو-دو"                        | برنده     | [ ۱۳۰ ]         |
| جوایز برگزیده کودکان نیکلودین           | ۲۰۱۹ | ستاره موسیقی جهانی مورد علاقه                | بلک‌پینک                              | نامزدشده  | [ ۱۳۱ ]         |
| جوایز برگزیده کودکان نیکلودین           | ۲۰۲۱ | همکاری موسیقی مورد علاقه                     | "بستنی" (همراه سلنا گومز)            | نامزدشده  | [ ۱۳۲ ]         |
| جوایز برگزیده کودکان نیکلودین           | ۲۰۲۱ | گروه موسیقی مورد علاقه                       | بلک‌پینک                              | نامزدشده  | [ ۱۳۲ ]         |
| جوایز برگزیده کودکان نیکلودین مکزیک     | ۲۰۱۹ | گروه یا آرتیست بین‌المللی مورد علاقه          | بلک‌پینک                              | نامزدشده  | [ ۱۳۳ ]         |
| جوایز برگزیده کودکان نیکلودین مکزیک     | ۲۰۱۹ | بهترین فندم                                  | بلک‌پینک                              | نامزدشده  | [ ۱۳۳ ]         |
| جوایز برگزیده کودکان نیکلودین مکزیک     | ۲۰۲۱ | کی-پاپ بامب                                  | بلک‌پینک                              | نامزدشده  | [ ۱۳۴ ]         |
| Prêmio Anual K4US                       | ۲۰۲۰ | بهترین گروه دخترانه سال                      | بلک‌پینک                              | برنده     | [ ۱۳۵ ] [ ۱۳۶ ] |
| Prêmio Anual K4US                       | ۲۰۲۰ | موزیک ویدئوی سال                             | "دخترهای دل‌باخته"                    | برنده     | [ ۱۳۵ ] [ ۱۳۶ ] |
| Prêmio Anual K4US                       | ۲۰۲۰ | بهترین همکاری سال                            | "بستنی" (همراه سلنا گومز)            | برنده     | [ ۱۳۵ ] [ ۱۳۶ ] |
| جوایز بوم بوم کیو کیو میوزیک            | ۲۰۲۰ | محبوب‌ترین گروه خارجی                         | بلک‌پینک                              | برنده     | [ ۱۳۷ ] [ ۱۳۸ ] |
| جوایز بین‌المللی نظرسنجی پاپ آرتی‌اچ‌کی    | ۲۰۲۱ | Top Band/Group                               | بلک‌پینک                              | Gold      | [ ۱۳۹ ]         |
| جوایز بین‌المللی نظرسنجی پاپ آرتی‌اچ‌کی    | ۲۰۲۱ | ده آهنگ برتر طلایی بین‌المللی                 | "دخترهای دل‌باخته"                    | برنده     | [ ۱۳۹ ]         |
| جوایز موسیقی سئول                       | ۲۰۱۷ | آرتیست تازه‌کار سال                           | بلک‌پینک                              | برنده     | [ ۱۴۰ ]         |
| جوایز موسیقی سئول                       | ۲۰۱۷ | جایزه بونسانگ                                | بلک‌پینک                              | نامزدشده  | [ ۱۴۱ ]         |
| جوایز موسیقی سئول                       | ۲۰۱۷ | جایزه کی-ویو                                 | بلک‌پینک                              | نامزدشده  | [ ۱۴۲ ]         |
| جوایز موسیقی سئول                       | ۲۰۱۷ | جایزه محبوبیت                                | بلک‌پینک                              | نامزدشده  | [ ۱۴۲ ]         |
| جوایز موسیقی سئول                       | ۲۰۱۸ | جایزه بونسانگ                                | بلک‌پینک                              | برنده     | [ ۱۴۳ ]         |
| جوایز موسیقی سئول                       | ۲۰۱۸ | جایزه بونسانگ                                | بلک‌پینک                              | نامزدشده  | [ ۱۴۴ ]         |
| جوایز موسیقی سئول                       | ۲۰۱۸ | جایزه کی-ویو                                 | بلک‌پینک                              | نامزدشده  | [ ۱۴۴ ]         |
| جوایز موسیقی سئول                       | ۲۰۱۸ | جایزه محبوبیت                                | بلک‌پینک                              | نامزدشده  | [ ۱۴۴ ]         |
| جوایز موسیقی سئول                       | ۲۰۱۹ | جایزه بونسانگ                                | بلک‌پینک                              | نامزدشده  | [ ۱۴۵ ]         |
| جوایز موسیقی سئول                       | ۲۰۱۹ | جایزه کی-ویو                                 | بلک‌پینک                              | نامزدشده  | [ ۱۴۵ ]         |
| جوایز موسیقی سئول                       | ۲۰۱۹ | جایزه محبوبیت                                | بلک‌پینک                              | نامزدشده  | [ ۱۴۵ ]         |
| جوایز موسیقی سئول                       | ۲۰۲۰ | جایزه بونسانگ                                | این عشق را بکش                       | نامزدشده  | [ ۱۴۶ ]         |
| جوایز موسیقی سئول                       | ۲۰۲۰ | جایزه کی-ویو                                 | بلک‌پینک                              | نامزدشده  | [ ۱۴۶ ]         |
| جوایز موسیقی سئول                       | ۲۰۲۰ | جایزه محبوبیت                                | بلک‌پینک                              | نامزدشده  | [ ۱۴۶ ]         |
| جوایز موسیقی سئول                       | ۲۰۲۰ | جایزه محبوب‌ترین آرتیست کی-پاپ کیو کیو میوزیک | بلک‌پینک                              | نامزدشده  | [ ۱۴۷ ]         |
| جوایز موسیقی سئول                       | ۲۰۲۱ | جایزه بونسانگ                                | چطور دوستش داری                      | نامزدشده  | [ ۱۴۸ ]         |
| جوایز موسیقی سئول                       | ۲۰۲۱ | Fan PD Artist Award                          | بلک‌پینک                              | نامزدشده  | [ ۱۴۹ ]         |
| جوایز موسیقی سئول                       | ۲۰۲۱ | جایزه کی-ویو                                 | بلک‌پینک                              | نامزدشده  | [ ۱۴۸ ]         |
| جوایز موسیقی سئول                       | ۲۰۲۱ | جایزه محبوبیت                                | بلک‌پینک                              | نامزدشده  | [ ۱۴۸ ]         |
| جوایز موسیقی سئول                       | ۲۰۲۱ | WhosFandom Award                             | بلک‌پینک                              | نامزدشده  | [ ۱۵۰ ]         |
| جوایز شرتی                              | ۲۰۱۹ | بهترین در موسیقی                             | بلک‌پینک                              | برنده     | [ ۱۵۱ ]         |
| جوایز سومپی                             | ۲۰۱۷ | تازه‌کار سال                                  | بلک‌پینک                              | برنده     | [ ۱۵۲ ]         |
| جوایز سومپی                             | ۲۰۱۸ | بهترین گروه دخترانه                          | بلک‌پینک                              | نامزدشده  | [ ۱۵۳ ]         |
| جوایز سومپی                             | ۲۰۱۹ | بهترین گروه دخترانه                          | بلک‌پینک                              | برنده     | [ ۱۵۴ ]         |
| جوایز بهترین کی-میوزیک سوریبادا         | ۲۰۱۷ | جایزه بونسانگ                                | بلک‌پینک                              | نامزدشده  | [ ۱۵۵ ]         |
| جوایز بهترین کی-میوزیک سوریبادا         | ۲۰۱۷ | جایزه محبوبیت                                | بلک‌پینک                              | نامزدشده  | [ ۱۵۵ ]         |
| جوایز بهترین کی-میوزیک سوریبادا         | ۲۰۱۸ | جایزه بونسانگ                                | بلک‌پینک                              | نامزدشده  | [ ۱۵۶ ] [ ۱۵۷ ] |
| جوایز بهترین کی-میوزیک سوریبادا         | ۲۰۱۸ | جایزه فندم جهانی                             | بلک‌پینک                              | نامزدشده  | [ ۱۵۶ ] [ ۱۵۷ ] |
| جوایز بهترین کی-میوزیک سوریبادا         | ۲۰۱۸ | جایزه محبوبیت (زن)                           | بلک‌پینک                              | نامزدشده  | [ ۱۵۶ ] [ ۱۵۷ ] |
| جوایز بهترین کی-میوزیک سوریبادا         | ۲۰۱۹ | جایزه بونسانگ                                | بلک‌پینک                              | نامزدشده  | [ ۱۵۸ ]         |
| جوایز بهترین کی-میوزیک سوریبادا         | ۲۰۱۹ | جایزه محبوبیت (زن)                           | بلک‌پینک                              | نامزدشده  | [ ۱۵۸ ]         |
| جوایز بهترین کی-میوزیک سوریبادا         | ۲۰۲۰ | جایزه محبوبیت (زن)                           | بلک‌پینک                              | نامزدشده  | [ ۱۵۹ ]         |
| جوایز اسپاتیفای                         | ۲۰۲۰ | شنیده شده‌ترین آرتیست کی-پاپ (زن)             | بلک‌پینک                              | برنده     | [ ۱۶۲ ]         |
| جوایز برگزیده نوجوانان                  | ۲۰۱۸ | فندم برگزیده                                 | بلک‌پینک                              | نامزدشده  | [ ۱۶۳ ]         |
| جوایز برگزیده نوجوانان                  | ۲۰۱۸ | آرتیست بین‌المللی برگزیده                     | بلک‌پینک                              | نامزدشده  | [ ۱۶۳ ]         |
| جوایز برگزیده نوجوانان                  | ۲۰۱۸ | Choice Next Big Thing                        | بلک‌پینک                              | نامزدشده  | [ ۱۶۳ ]         |
| جوایز برگزیده نوجوانان                  | ۲۰۱۹ | آهنگ برگزیده: گروه                           | "دو-دو دو-دو"                        | برنده     | [ ۱۶۴ ]         |
| جوایز برگزیده نوجوانان                  | ۲۰۱۹ | فندم برگزیده                                 | بلک‌پینک                              | نامزدشده  | [ ۱۶۵ ]         |
| جوایز برگزیده نوجوانان                  | ۲۰۱۹ | آرتیست بین‌المللی برگزیده                     | بلک‌پینک                              | نامزدشده  | [ ۱۶۵ ]         |
| جوایز برگزیده نوجوانان                  | ۲۰۱۹ | تور تابستانی برگزیده                         | تور در منطقه شما                     | نامزدشده  | [ ۱۶۵ ]         |
| جوایز تله هیت                           | ۲۰۱۹ | بهترین کی-پاپ سال                            | بلک‌پینک                              | نامزدشده  | [ ۱۶۶ ]         |
| Ten Asia Global Top Ten Awards          | ۲۰۲۰ | بهترین آرتیست - فیلیپین                      | بلک‌پینک                              | برنده     | [ ۱۶۸ ]         |
| جوایز سرگرمی تنسنت میوزیک               | ۲۰۱۹ | بهترین آرتیست ژاپنی و کره‌ای سال              | بلک‌پینک                              | برنده     | [ ۱۶۹ ]         |
| جوایز سرگرمی تنسنت میوزیک               | ۲۰۲۰ | بهترین گروه خارجی                            | بلک‌پینک                              | برنده     | [ ۱۷۰ ]         |
| جوایز کی-پاپ اندونزی دبلیوآی‌بی توکوپدیا | ۲۰۲۱ | زیباترین وحشی                                | بلک‌پینک                              | برنده     | [ ۱۷۱ ]         |
| جوایز هیت‌میکرز ورایتی                   | ۲۰۲۰ | گروه سال                                     | بلک‌پینک                              | برنده     | [ ۱۷۲ ]         |
| جوایز وی لایو                           | ۲۰۱۷ | ۵ تازه‌کار برتر جهانی                         | بلک‌پینک                              | برنده     | [ ۱۷۳ ]         |
| جوایز وی لایو                           | ۲۰۱۸ | ۱۰ آرتیست برتر جهانی                         | بلک‌پینک                              | برنده     | [ ۱۷۴ ]         |
| جوایز وی لایو                           | ۲۰۱۹ | ۱۰ آرتیست برتر جهانی                         | بلک‌پینک                              | برنده     | [ ۱۷۵ ]         |
| جوایز وی لایو                           | ۲۰۱۹ | ۱۲ آرتیست برتر جهانی                         | بلک‌پینک                              | برنده     | [ ۱۷۶ ]         |
| جوایز وی لایو                           | ۲۰۱۹ | بهترین چنل – ۳ میلیون دنبال کننده            | بلک‌پینک                              | نامزدشده  | [ ۱۷۷ ]         |
| جوایز وی لایو                           | ۲۰۱۹ | دوست‌داشته شده‌ترین آرتیست                     | بلک‌پینک                              | نامزدشده  | [ ۱۷۸ ]         |
| جوایز استارلایت ویبو                    | ۲۰۲۱ | همکاری مورد علاقه                            | "بستنی" (همراه سلنا گومز)            | برنده     | [ ۱۷۹ ]         |